# Einfarb-Ameisenpitta
|  | Dieser Artikel wurde aufgrund von formalen oder inhaltlichen Mängeln in der Qualitätssicherung Biologie im Abschnitt „Vögel“ zur Verbesserung eingetragen. Dies geschieht, um die Qualität der Biologie-Artikel auf ein akzeptables Niveau zu bringen. Bitte hilf mit, diesen Artikel zu verbessern! Artikel, die nicht signifikant verbessert werden, können gegebenenfalls gelöscht werden. Lies dazu auch die näheren Informationen in den Mindestanforderungen an Biologie-Artikel. Begründung: Siehe Diskussionsseite |

Der Einfarb-Ameisenpitta (Grallaria rufula) ist eine Vogelart aus der Familie der Ameisenpittas (Grallariidae). Die Art hat ein großes Verbreitungsgebiet, das das östliche zentrale Kolumbien vom Departamento de Norte de Santander üver das Departamento de Cundinamarca und das westliche Gebiet des Departamento del Meta und das südwestliche Venezuela mit dem Bundesstaat Táchira umfasst. Der Bestand wird von der IUCN als nicht gefährdet (Least Concern) eingeschätzt. Die Art gilt als monotypisch.

## Merkmale
Der Einfarb-Ameisenpitta erreicht eine Körperlänge von etwa 14 Zentimetern bei einem Gewicht von ca. 38 Gramm. Seine Oberseite ist rotbraun bis kastanienfarben. Die Unterseite ist etwas heller und wird in der Mitte und am Bauch gelblichbraun. Um das Auge verläuft ein heller Ring.

## Verbreitung und Lebensraum
Der Vogel kommt im Gestrüpp und am Boden von feuchten, moosüberwachsenen Bergwäldern vor. Hier sieht man ihn auch in dichtem Bambus. Oft kann man ihn in der Nähe von Fließgewässern entdecken.

## Verhalten
Die Vögel springen ähnlich wie andere Ameisenpittas auf dem Boden herum und suchen nach Nahrung. Insbesondere bei Störungen ziehen sie sich auf Äste und in Büsche in Höhen bis zu ca. 2 Metern über dem Boden zurück. Dabei sind sie sowohl einzeln oder in Paaren zu beobachten. Insbesondere unmittelbar vor der Morgendämmerung suchen sie auch offenes Gelände auf. Die kelchförmigen Nester bestehen aus Gras, die sie in Hohlräume in ca. 75 Zentimeter Höhe bauen. Dabei legen sie meist nur ein türkisfarbenes Ei.

## Unterarten
Lange gab es sieben Unterarten zur Nominatform Grallaria rufula rufula Lafresnaye, 1843.
In einem Artikel von Morton Lee Isler, Robert Terry Chesser, Mark Blair Robbins, Andres Mauricio Cuervo Maya, Carlos Daniel Cadena Ordoñez und Peter Andrew Hosner aus dem Jahr 2020 wurden jedoch 16 unterschiedliche Arten identifiziert. Früher waren diese Unterarten anerkannt.
- Grallaria rufula spatiator Bangs, 1898. Bangs beschrieb diese Unterart zunächst als eigene Art Grallaria spatiator[4]. Sie hat einen wesentlich kürzeren Schnabel, dafür feingliederige Füße als die Nominatform. Dazu ist sie etwas dunkler mit einem matteren Braun. Das Kinn ist weiß. Die Flanken sind umbrafarben, der Bauch schmutzigweiß.
- Grallaria rufula saltuensis Wetmore, 1946[5]. Ähnelt der Subspezies spatiator, ist aber eher olivfarben denn rotbraun auf der Oberseite. Ist etwas heller an Kehle und Bauch. Die Seiten und Schwanzdecken sind ebenfalls etwas heller. Aufgrund der deutlich unterschiedlichen Färbung könnte es sich hierbei laut einigen Autoren auch um eine eigene Art handeln.
- Grallaria rufula cajamarcae Chapman, 1927[6]. Generell etwas heller als obscura. Die Oberseite eher ocker- bis lohfarben und weniger zimtbraun.
- Grallaria rufula obscura Berlepsch & Stolzmann, 1896[7]. Die Farbe des Oberkörpers mehr olivfarben und weniger rötlich als bei der Nominatform. Dieser Unterschied zeigt sich am deutlichsten an der Stirn und den Seiten des Kopfes. Die Flügel und der Schwanz sind etwas länger.
- Grallaria rufula occabambae Chapman, 1923[8]. Wurde von Chapman unter dem Namen Oropezus cajamarcae beschrieben. Am nächsten der Unterart obscura, aber auf der Unterseite etwas blasser. Auf der Oberseite brauner und weniger zimtbraun.
- Grallaria rufula cochabambae Bond & Meyer de Schauensee, 1940[9]. Die Oberseite ist abgestumpft olivfarben, während die Unterseite lohfarben ist.